# アレクサンドル・モイセエフ
アレクサンドル・アレクセイェヴィチ・モイセエフ（ロシア語: Александр Алексеевич Моисеев、1962年4月16日 - ）はロシア海軍の将校。
現在海軍大将の地位にあり、ロシア海軍総司令官を務めている。

## 概要
モイセエフは最初にフィルム修理の訓練を受けた後、兵役に就いた。その後海軍工科大学で学び、そこから潜水艦乗組員として北方艦隊に加わった。同艦隊のエンジニアリング部門でキャリアをスタートした後、戦闘と戦争管理の専門分野に移行した。功績が表彰されて昇進したモイセエフは、潜水艦の指揮官となり、同艦からロシア海軍史上初の宇宙への商用衛星（潜水艦から軌道上に送られた初の商用ペイロードでもあった）の打ち上げを行った。モイセエフは潜水艦隊の指揮をとりながら、海軍大学校と参謀本部軍事アカデミーでさらに学んだ。モイセエフの監督者としての役割が高く評価され、2011年にロシア連邦英雄の称号を授与された。
2018年、モイセエフは黒海艦隊の司令官となり、同艦隊の拡大期を監督した。モイセエフは、2014年以降のロシアのウクライナへの軍事介入や2018年11月のケルチ海峡事件を受けて、ウクライナとの関係に関して物議を醸してきた。2019年5月、北方艦隊司令官に任命され、2024年3月にはニコライ・エフメノフの後任としてロシア海軍総司令官代理に任命された。同年4月2日、セルゲイ・ショイグ国防相はモイセエフが正式に総司令官に任命されたことを明らかにした。

## 初期のキャリア
モイセエフは、ソビエト連邦カリーニングラード州グヴァルディスキー地区のボルスコエ集落で生まれた。カリーニングラード州ソヴィェツクの高校と映画専門学校に通った後、ペルミ州ベレズニキ市のフィルム修理店で技術者として働いた。1981年に、ウラル軍管区で兵役に招集され、1982年から1987年にかけてレニングラードのA.S. ポポフ海軍無線電子大学で学んだ。

## 潜水艦乗組員として
1987年6月からモイセエフは北方艦隊の戦略原潜の電子戦部門にコンピュータエンジニアとして勤務し、1990年9月からは電子戦部門の責任者を務めた。1992年2月、プロイェクト667BDRMデリフィン型弾道ミサイル潜水艦「K-117ブリャンスク」の戦闘管制上級補佐官に就任した。1994年7月から10月まで「K-18カレリア」の指揮官上級補佐官を務め、この地位にいる間に、北極点への航海に参加し、そこで潜水艦が浮上し、ロシア海軍記念日には氷上にロシアの海軍旗と国旗を掲げた。この件における功績によりモイセエフは勇敢勲章を受章した。1994年から1995年にかけて、モイセエフは海軍の高等特別士官クラスを卒業し、その後1997年から弾道ミサイル潜水艦「K-407ノヴォモスコフスク」の指揮を執った。1998年7月7日、この潜水艦はバレンツ海に潜航中にシティル運搬ロケットを用いて2つのドイツの商用小型衛星「Tubsat-N」と「Tubsat-N1」を打ち上げた。Space Today Onlineによれば、これは「商用ペイロードが潜水艦で地球から軌道に送られたのは初めてであり、ロシア海軍史上初の商用宇宙打ち上げ」だったという。

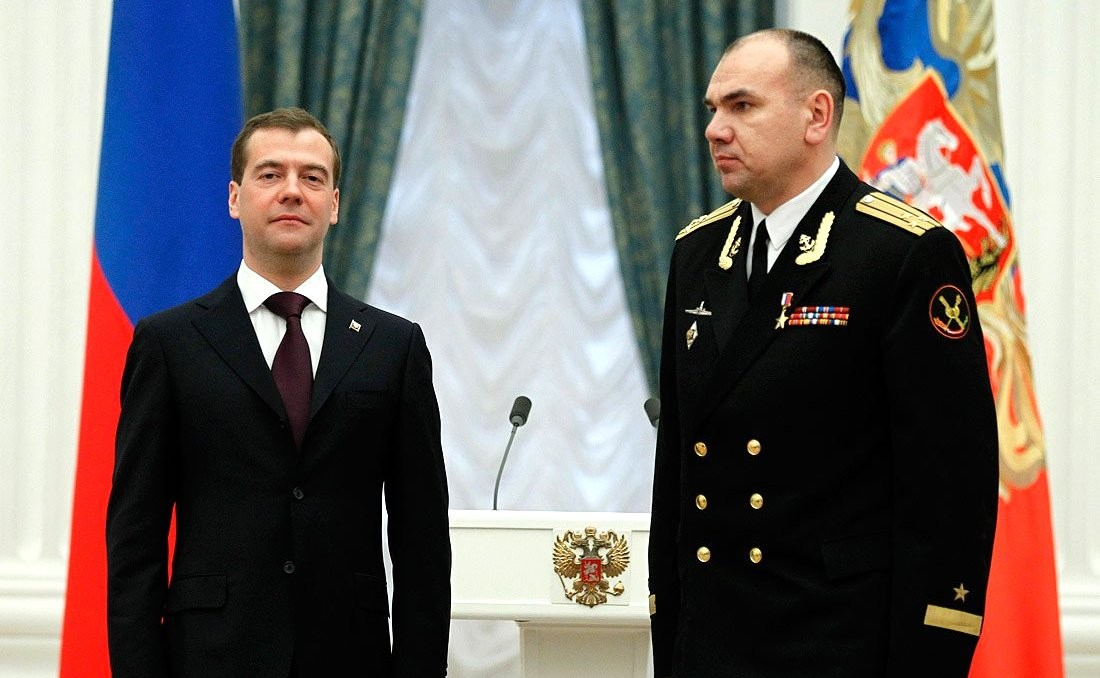
ロシアのドミトリー・メドベージェフ大統領（左）とロシア連邦英雄の称号を授与されたモイセーエフ海軍大佐（2011年2月21日）

モイセエフは2001年にクズネツォフ海軍大学校に入学、2003年に優秀な成績で卒業し、その後2007年まで北方艦隊第31潜水艦師団の参謀長を務めた後、2009年まで同師団の司令官を務めた。2008年にはロシア潜水艦リャザン (K-44)が北方艦隊から太平洋艦隊に転属する際、同艦の上級士官として、北極の氷の下で長期間潜航して過ごした。この功績により、二度目の勇気勲章を授与された。2009年に参謀本部軍事アカデミーに入学し、2011年に第一級の成績と金メダルを獲得して卒業した。2011年2月14日、ロシア連邦英雄の称号を授与された。2月21日の表彰式で、ロシア連邦大統領のドミトリー・メドベージェフは「ロシア英雄の金星は、北方艦隊潜水艦戦略部門司令官アレクサンドル・アレクセーヴィチ・モイセーエフに授与される。彼の指揮下での戦闘哨戒中、最新兵器のテストは成功裡に実施され、一連のロケット発射が行われた。私は最高司令官としてこれらの演習を見ていた。そして実際、すべてが非常に高い水準で行われた」と述べた。

## 将官として
2011年6月、モイセエフは北方艦隊の潜水艦部隊の副司令官に任命され、2012年4月に司令官となった。2013年2月20日に少将に昇進し、ムルマンスク州アレクサンドロフスクの議員評議会の議員を務め、2016年4月5日に北方艦隊参謀長に任命された。2017年11月22日にロシア連邦軍参謀本部次長に任命され、2018年5月14日にはアレクサンドル・ヴィトコ提督の後任として黒海艦隊司令官代理に就任し、後に同艦隊司令官に就任したことが2018年6月26日に確認された。モイセエフは勇敢勲章を二度受章しているほか、軍事功労勲章と「祖国功労勲章」二等を受章している。黒海艦隊は現在拡張中であり、2019年にモイセエフは、同年に新たな戦闘艦6隻と支援艦6隻が同艦隊に就役すると発表した。

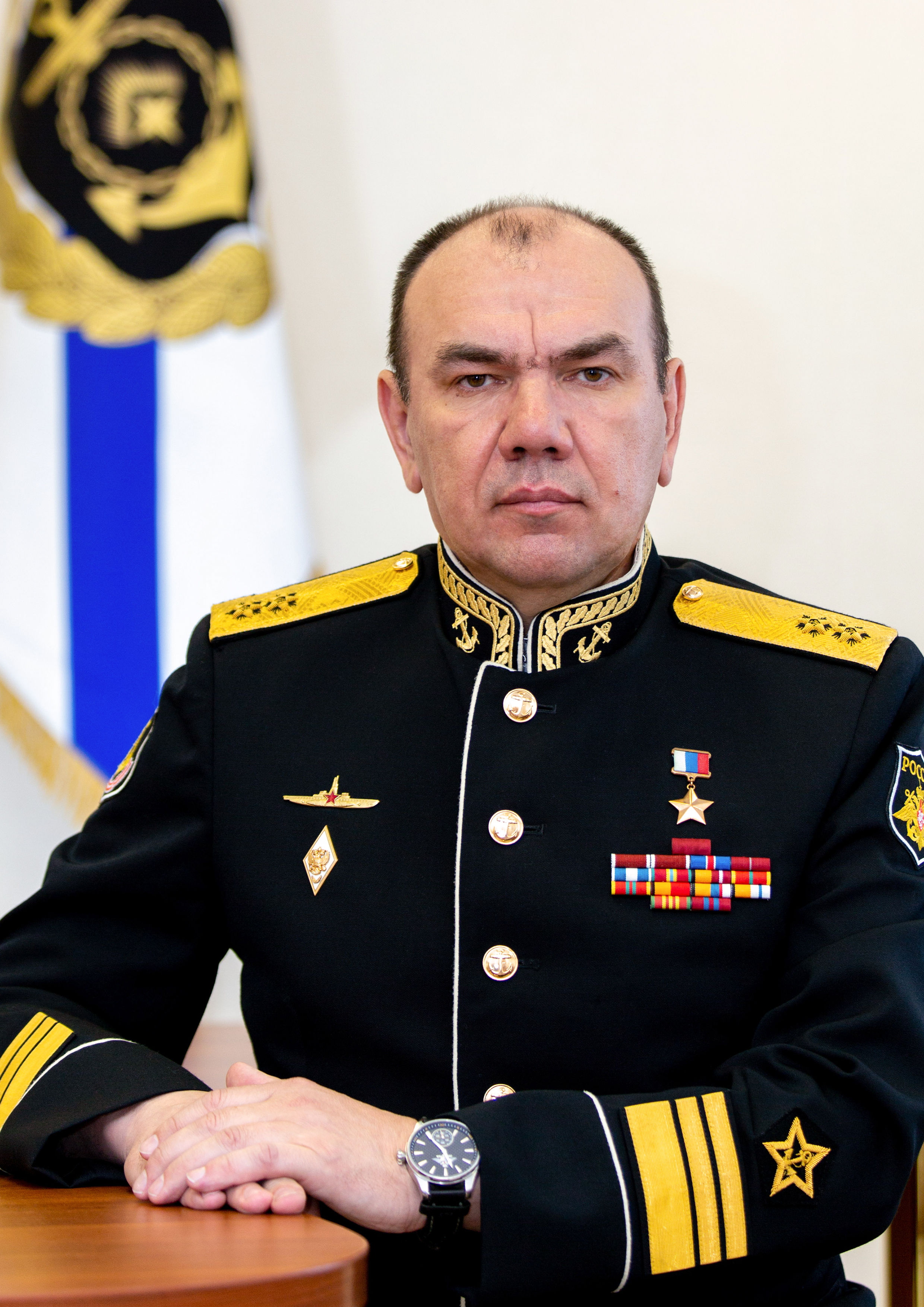
モイセエフ（2019年）

2019年2月16日、モイセエフは、2018年11月のケルチ海峡事件に関連して「侵略戦争または侵略的な軍事行動に関与した」疑いでウクライナ保安庁の捜査官から通告を受けたロシア軍将校7人のうちの1人だった（南部軍管区の司令官アレクサンドル・ドヴォルニコフ上級大将も通告を受けた）。2019年5月3日付の大統領令によると、モイセエフは、ロシア海軍総司令官に任命されたニコライ・エフメノフ提督の後任として北方艦隊司令官に任命された。2020年12月10日、モイセエフは海軍大将に昇進した。
2024年3月、イズベスティアによると、ニコライ・エフメノフの後任としてロシア海軍総司令官代理に任命された。
2024年4月、タス通信によると、モイセエフが正式にロシア海軍総司令官に任命された。